# Storia di un bellimbusto
Storia di un bellimbusto è un brano di Elio e le Storie Tese, pubblicato per promuovere il loro album Gattini, del 2009.
Il singolo contiene due versioni del pezzo: la prima traccia è la versione originale del brano; la Laconic Version non presenta il parlato finale. Questa versione è la stessa utilizzata nel videoclip del singolo. Nella canzone si cita Arrivederci a questa sera di Lucio Battisti («tendenzialmente»), Vorrei dei Lùnapop («vorrei, vorrei»), Mille lire al mese di Gilberto Mazzi («una casettina in periferia, la mogliettina e il posto fisso in banca»), la "bamba", il locale milanese Loolapaloosa, in zona Corso Como («ascolta un attimo, Lolapalooza...») ed il finale del brano dei Beatles A Day in the Life. Lo stesso campionamento era stato utilizzato nel pezzo Guglielma (che vita di melma), di Claudio Bisio e Rocco Tanica, incluso nel loro album Paté d'animo, del 1991.
Inoltre, secondo un'intervista a Faso da parte del periodico TV Sorrisi e Canzoni, un "bellimbusto" risulterebbe essere «quel tipo che va in spiaggia solo per l'happy hour, beve molte caipiroske e ascolta musica lounge». Il brano è stato eseguito dal vivo anche durante la dodicesima puntata della terza edizione di X Factor e nella puntata del 29 novembre 2009 del programma Quelli che il calcio e.... Costretti a suonare in playback, gli Elii per l'occasione si scambiarono gli strumenti (Elio al pianoforte, Rocco Tanica alla chitarra elettrica, Faso alla batteria, Cesareo al basso e Christian Meyer alla voce), un riferimento alla puntata del 20 settembre 2009, dove i Muse fecero la stessa cosa. In un concerto (al teatro degli Arcimboldi il 26 ottobre 2009) hanno affermato che la battuta finale del parlato è stata scritta da Vincenzo Cerami.

## Tracce
1. Storia di un bellimbusto – 5:25
2. Storia di un bellimbusto (Laconic Version) – 4:08

## Formazione
- Elio - voce
- Cesareo - chitarra
- Faso - basso
- Rocco Tanica - tastiera
- Jantoman - tastiera
- Paola Folli

### Altri musicisti
- Orso Maria Goretti - percussioni
- Fabio Di Benedetto - chitarra
- Gabriele Pisani - Triangolo